# 4-й Фруктовий провулок (Житомир)
4-й Фруктовий провулок — провулок в Корольовському районі міста Житомир.

## Розташування
Розташований у завокзальній частині міста. Бере початок від Фруктової вулиці. Прямує на південний захід. Завершується глухим кутом. 

## Історія
Виник у 1950 році як закінчення Фруктового провулка (нині Фруктова вулиця). У 1958 року провулок виокремлено та надано чинну назву. Забудова провулка сформувалася у 1950 — 1960-х рр. Станом на 1968 рік садибна забудова провулка сформована.